# Resolutio Carolina
Resolutio Carolina bylo nařízení císaře a uherského krále Karla VI. z roku 1731, které upravovalo náboženské poměry v Uhrách.
Podle tohoto nařízení bylo státem uznané náboženství římskokatolické vyznání. Protestanti mohli na základě nařízení svobodně a veřejně vyznávat svou víru, ale pouze na tzv. artikulárních místech, odkud se protestantští kněží nesměli bez povolení vzdálit.
Při křtu dětí protestanti podléhali dozoru katolického duchovenstva a v otázkách manželství římskokatolickému tribunálu. Smíšená manželství se mohla uzavírat pouze před římskokatolickým knězem, děti narozené v takových manželstvích musely být římskokatolického vyznání.
Resolutio Carolina byla upravena v roce 1734 a v roce 1781 zrušena a nahrazena Tolerančním patentem Josefa II.